# بنیاد آموزشی جیمز رندی
بنیاد آموزشی جیمز رندی (به انگلیسی: James Randi Educational Foundation) (مخفف JREF) یک سازمان غیرانتفاعی است که در سال ۱۹۹۶ توسط شعبده‌باز و شکاک جیمز رندی بنیان نهاده شده است و در حال حاضر رئیس آن دی جی گروتی می‌باشد. هدف JREF شامل آموزش عمومی و رسانه‌ها دربارهٔ خطر پذیرش باورهای اثبات‌نشده، و حمایت از پژوهش دربارهٔ صحت ادعاهای ماوراطبیعه در شرایط علمی تجربی و کنترل‌شده است.
این بنیاد ۱ میلیون دلاری جایزه برای هر فردی که بتواند ادعای قدرت ماوراطبیعه یا فراهنجار را زیر شرایط کنترل‌شده علمی ثابت کند تعیین کرده است. همچنین یک صندوق دفاع قانونی از کسانی که به دلیل انتقاد و تحقیق خود توسط مدعیان ماوراطبیعه مورد حمله قرار گرفته‌اند تخصیص داده است.
این سازمان از طریق مشارکتهای عمومی، کمک‌های مالی و کنفرانس‌ها تأمین می‌شود. وبگاه بنیاد، وبلاگی در randi.org به صورت روزانه منتشر می‌کند، که شامل آخرین اخبار و اطلاعات در رو کردن دست مدعیان ماوراطبیعه است.

### بنیاد آموزشی جیمز رندی
- James Randi Educational Foundation — Official website
- The Amaz!ng Meeting — information on past and upcoming Amaz!ng Meetings and Amaz!ng Adventures.
- The Amaz!ng Meeting youtube videos
- Videos from The Amazing meeting on Vimeo
- An "Amazing" Time — Review of 2003's "Amazing Meeting" by Marc Berard
- James Randi in Australia - Episode from an Australian TV show shot in the 1980s showing Randi conducting a test of water dowsers for his earlier $۱۰،000 challenge
- MySpace — The officially approved MySpace tribute page.
- randi.org D.J. Grothe named as President of JREF

### چالش یک میلیون دلاری ماوراطبیعه
- The One Million Dollar Paranormal Challenge — Official website
- Current contenders for the prize, discussed in a public chat forum as their applications come in.
- NESS Participates in the Randi Psychic Challenge — Describes the type of testing performed for the One million dollar challenge
- Top Excuses for not taking the Randi Challenge
- Randi's response to criticism of Randi's Challenge by Richard Milton of 'Alternative Science'
- The Myth of the Million Dollar Challenge, and Randi's rebuttal.
- Beware Pseudo-Skepticism — Skeptical Investigations